# King (Familienname)
King ist ein aus dem Englischen stammender Familienname.

## Namensträger

### A
- Aaron A. King, US-amerikanischer Mathematiker und Theoretischer Ökologe
- Abraham Bradley King (1774–1838), irischer Politiker, Oberbürgermeister von Dublin
- Ada King, Geburtsname von Ada Lovelace (auch Ada Augusta Byron; 1815–1852), britische Mathematikerin
- Adam King (1783–1835), US-amerikanischer Politiker
- Adrian King (* 1971), australischer Rollstuhl-Basketballspieler
- Adrienne King (* 1960), US-amerikanische Schauspielerin
- Aja Naomi King (* 1985), US-amerikanische Schauspielerin
- Al King (1926–1999), US-amerikanischer Bluessänger und Songwriter
- Alan King (Irwin Alan Kniberg; 1927–2004), US-amerikanischer Schauspieler
- Alana King (Cricketspielerin), (* 1995) australische Cricketspielerin
- Alana King (Ringerin), kanadische Ringerin
- Alastair King (* 1968), britischer Vermögensverwalter
- Albert King (1923–1992), US-amerikanischer Bluesmusiker
- Alberta Williams King (1904–1974), US-amerikanische Bürgerrechtlerin
- Alison King (* 1973), britische Schauspielerin
- Alex King (* 1985), deutscher Basketballspieler
- Alexander King (Fußballspieler) (1871–1957), schottischer Fußballspieler
- Alexander King (Chemiker) (1909–2007), schottischer Chemiker
- Alexander King (Politiker) (* 1969), deutscher Politiker
- Alexander King (Radsportler) (* 1991), britischer Radsportler
- Alexander King (Schiedsrichter), australischer Fußballschiedsrichter
- Alexander Campbell King (1856–1926), US-amerikanischer Jurist
- Alexander Hyatt King (1911–1995), englischer Musikjournalist
- Allan King (1930–2009), kanadischer Filmemacher
- Alveda King (* 1951), US-amerikanische Aktivistin, Autorin und Politikerin
- Alvin Olin King (1890–1958), US-amerikanischer Politiker
- Amanda King, australische Filmemacherin
- Andrea King (1919–2003), US-amerikanische Schauspielerin
- Andrew King (Kaufmann) († 1678), britischer Kaufmann
- Andrew King (Politiker) (1812–1895), US-amerikanischer Politiker (Missouri)
- Andrew King (Musikmanager) (* 1942), britischer Musikmanager
- Andrew Lawrence-King (* 1959), britischer Harfenist und Dirigent
- Andrew R. King (* 1947), britischer Astrophysiker
- Andy King (Politiker) (* 1948), britischer Politiker (Labour Party)
- Andy King (Fußballspieler, 1956) (1956–2015), englischer Fußballspieler und -trainer
- Andy King (Fußballspieler, 1988) (* 1988), walisischer Fußballspieler
- Angela King (* 1951), britische Speerwerferin
- Angie Turner King (1905–2004), US-amerikanische Mathematikerin, Chemikerin und Hochschullehrerin
- Angus King (* 1944), US-amerikanischer Politiker
- Anita King (1884–1963), US-amerikanische Rennfahrerin, Stuntfrau und Schauspielerin der Stummfilmära
- Anna King (1937–2002), US-amerikanische Soulsängerin
- Annette King (* 1947), neuseeländische Politikerin und Diplomation, Ministerin, Abgeordnete
- Anthony King (Politikwissenschaftler) (1934–2017), kanadischer Politikwissenschaftler
- Anthony D. King (Anthony Douglas King; 1931–2022), britischer Soziologe, Architekturhistoriker und Stadtforscher
- Anthony L. King (* 1985), US-amerikanisch-zyprischer Basketballspieler
- Arthur King (Fußballspieler) (1887–1967), schottischer Fußballspieler
- Arthur Henry King (1910–2000), britischer Dichter und Autor
- Arthur Scott King (1876–1957), US-amerikanischer Physiker und Astrophysiker
- Audrey Alice King (* 2002), hongkong-chinesische Skirennläuferin
- Austin Augustus King (1802–1870), US-amerikanischer Politiker

### B
- B. B. King (Riley B. King; 1925–2015), US-amerikanischer Bluesmusiker
- Barry King (Leichtathlet) (1945–2021), britischer Zehnkämpfer
- Barry King (Tennisspieler) (* 1985), irischer Tennisspieler
- Ben King (* 1989), US-amerikanischer Radrennfahrer
- Ben E. King (Benjamin Earl Nelson; 1938–2015), US-amerikanischer Soulsänger
- Benjamin King (* 1988), australischer Radrennfahrer
- Bernard King (Basketballspieler, 1956) (* 1956), US-amerikanischer Basketballspieler
- Bernard King (Basketballspieler, 1981) (* 1981), US-amerikanischer Basketballspieler
- Bernard King (Schauspieler) (1934–2002), australischer Schauspieler
- Bernice King (* 1963), US-amerikanische Bürgerrechtlerin
- Bill King (Musiker) (* 1946), kanadischer Jazz-Pianist, Produzent und Impresario
- Billie Jean King (Billie Jean Moffitt; * 1943), US-amerikanische Tennisspielerin
- Bob King (1906–1965), US-amerikanischer Hochspringer
- Bob King (Gewerkschafter), US-amerikanischer Gewerkschaftsfunktionär
- Bobby King (Fußballspieler, 1919) (Frederick Alfred Robert King; 1919–2003), englischer Fußballspieler
- Bobby King (Bluesmusiker) (1941–1983), US-amerikanischer Blues-Gitarrist, Sänger und Songwriter
- Bobby King (Fußballspieler, 1941) (Robert Edward King; * 1941), schottischer Fußballspieler
- Bobby King (Sänger) (* 1944), US-amerikanischer R&B- und Soul-Sänger
- Brandon King (Footballspieler, 1987) (* 1987), US-amerikanischer American-Football-Spieler
- Brandon King (Footballspieler, 1993) (* 1993), US-amerikanischer American-Football-Spieler
- Brandon King (Cricketspieler) (* 1994), jamaikanischer Cricketspieler
- Brie King (* 1998), kanadische Volleyballspielerin
- Bruce King (1924–2009), US-amerikanischer Politiker
- Brynn King (* 2000), US-amerikanische Stabhochspringerin
- Byron King-Noel, Viscount Ockham (1836–1862), britischer Peer

### C
- Cammie King (1934–2010), US-amerikanische Schauspielerin und Synchronsprecherin
- Candice King (Reiterin), US-amerikanische Springreiterin
- Candice King (* 1987), US-amerikanische Schauspielerin
- Carleton J. King (1904–1977), US-amerikanischer Politiker
- Carol Weiss King (1895–1952), US-amerikanische Rechtsanwältin
- Carole King (Carol Klein; * 1942), US-amerikanische Sängerin
- Carolyn Dineen King (* 1938), US-amerikanische Juristin
- Cecil King (Diplomat) (1912–1981), britischer Diplomat
- Cecil Harmsworth King (1901–1987), britischer Geschäftsmann und Bankmanager
- Cecil R. King (1898–1974), US-amerikanischer Politiker
- Charles King, Pseudonym von Henry Rowlands (1655–1723), britischer Geistlicher, Antiquar und Geologe
- Charles King (Bildhauer) (1657–1756), britischer Bildhauer
- Charles King (Komponist, 1687) (1687–1748), britischer Komponist
- Charles King (General) (1844–1933), US-amerikanischer General und Schriftsteller
- Charles King (Leichtathlet) (1880–1958), US-amerikanischer Weitspringer
- Charles King (Schauspieler, 1886) (1886–1944), US-amerikanischer Schauspieler und Sänger
- Charles King (Schauspieler, 1895) (1895–1957), US-amerikanischer Schauspieler
- Charles King (Politikwissenschaftler) (* 1967), US-amerikanischer Politikwissenschaftler und Hochschullehrer
- Charles King-Harman (1851–1939), britischer Kolonialverwalter
- Charles Bird King (1785–1862), US-amerikanischer Maler
- Charles Brady King (1868–1957), US-amerikanischer Unternehmer, Erfinder, Maler und Schriftsteller
- Charles D. King, US-amerikanischer Filmproduzent
- Charles D. B. King (Charles Dunbar Burgess King; 1875–1961), liberianischer Politiker, Präsident 1920 bis 1930
- Charles E. King (Charles Edward King; 1874–1950), hawaiianischer Komponist
- Charles Glen King (1896–1988), US-amerikanischer Biochemiker
- Charles H. King (Charles Howard King; 1922–1948), US-amerikanischer Pilot
- Charles Spencer King (1925–2010), britischer Autoingenieur
- Charles Thomas King (1911–2001), britischer Radrennfahrer
- Charles William King (1818–1888), englischer Schriftsteller
- Charmion King (1925–2007), kanadische Schauspielerin
- Chris Thomas King (* 1962), US-amerikanischer Musiker und Schauspieler
- Clarence King (1842–1901), US-amerikanischer Geologe
- Claude King (1923–2013), US-amerikanischer Countrysänger
- Cleo King (* 1962), US-amerikanische Schauspielerin
- Clyde King (1898–1982), US-amerikanischer Ruderer und Militär
- Clyde King (Baseballspieler) (1924–2010), US-amerikanischer Baseballspieler
- Clydie King (1943–2019), US-amerikanische Soulsängerin
- Coretta Scott King (1927–2006), US-amerikanische Bürgerrechtlerin
- Courtney King-Dye (* 1977), US-amerikanische Dressurreiterin
- Cyril E. King (1921–1978), US-amerikanischer Politiker
- Cyrus King (1772–1817), US-amerikanischer Politiker

### D
- D. J. King (Dwayne J. King; * 1984), kanadischer Eishockeyspieler
- Daniel King (Schachspieler) (* 1963), englischer Schachspieler
- Daniel King (Leichtathlet) (* 1983), britischer Geher
- Daniel King-Turner (* 1984), neuseeländischer Tennisspieler
- Daniel P. King (1801–1850), US-amerikanischer Politiker
- Danielle King (* 1990), britische Radrennfahrerin, siehe Danielle Rowe
- Darian King (* 1992), barbadischer Tennisspieler
- Dave King (Popsänger) (1929–2002), britischer Popmusiker und Schauspieler
- Dave King (Eishockeytrainer) (* 1947), kanadischer Eishockeytrainer
- Dave King (Bassist) (* 1953), US-amerikanischer E-Bassist
- Dave King (Autor) (* 1955), US-amerikanischer Autor und Poet
- Dave King (Rocksänger) (* 1961), irischer Rockmusiker
- Dave King (Schlagzeuger) (* 1970), US-amerikanischer Jazzmusiker
- David King (Schauspieler) (1930–1998), britischer Schauspieler
- David King (Chemiker) (* 1939), britisch-südafrikanischer Wissenschaftler und Politikberater
- David King (Wissenschaftshistoriker) (* 1941), britischer Wissenschaftshistoriker
- David King (Fotohistoriker) (1943–2016), britischer Designer und Fotohistoriker
- David King (Eiskunstläufer) (* 1984), britischer Eiskunstläufer
- David King (Leichtathlet) (* 1994), britischer Hürdensprinter
- David King (Raumfahrtfunktionär), US-amerikanischer Raumfahrtfunktionär
- David S. King (1917–2009), US-amerikanischer Politiker
- Dawn King (* 1978), britische Dramatikerin
- Debbie Flintoff-King (* 1960), australische Hürdenläuferin
- Denis King (* 1939), britischer Komponist
- Dennis King (1897–1971), britisch-amerikanischer Schauspieler und Sänger
- Derek King (* 1967), kanadischer Eishockeyspieler und -trainer
- Desmond King (Footballspieler) (* 1994), US-amerikanischer American-Football-Spieler
- Desmond King (Politikwissenschaftler) (* 1957), Politikwissenschaftler an der Oxford University
- Desmond King-Hele (1927–2019), britischer Physiker
- Dexter Scott King (1961–2024), US-amerikanischer Bürgerrechtler
- Diana King (* 1970), jamaikanische Sängerin
- Dick King-Smith (1922–2011), englischer Kinderbuchautor
- Don King (Box-Promoter) (* 1931), amerikanischer Box-Promoter
- Don King (Musiker) (* 1954), amerikanischer Country-Musiker
- Don King (Fotograf) (* 1960), amerikanischer Fotograf, Kameramann und Regisseur
- Dulcie King (1933–2015), australische Badmintonspielerin
- Dwight King (* 1989), kanadischer Eishockeyspieler

### E
- Earl King (der Künstlername von Earl Silas Johnson IV; 1934–2003), amerikanischer Blues- und R&B-Musiker und Songwriter
- Ed King (1949–2018), US-amerikanischer Musiker
- Edmund King (* 1942), britischer Historiker
- Eddie King (Fußballspieler, 1886) (Edward Burn King; 1886–??), englischer Fußballspieler
- Eddie King (Leichtathlet) (Clyde Edward King; 1911–1994), kanadischer Leichtathlet
- Eddie King (Fußballspieler, 1914) (Edgar Frederick King; 1914–1993), englischer Fußballspieler
- Eddie King (Musiker) (Edward Lewis Davis Milton; 1938–2012), US-amerikanischer Musiker
- Edward King (Dichter) (1612–1637), britischer Dichter
- Edward King, Viscount Kingsborough (1795–1837), britischer Antiquar und Parlamentarier der Whigs
- Edward King (Bischof) (1829–1910), englischer Bischof
- Edward King (* 1983), US-amerikanischer Radrennfahrer, siehe Ted King (Radsportler)
- Edward King, Jr. (1922–1912), US-amerikanischer Unternehmer und Erfinder
- Edward J. King (1925–2006), US-amerikanischer Politiker
- Edward John King (1867–1929), US-amerikanischer Politiker
- Edward Skinner King (1861–1931), US-amerikanischer Astronom
- Elizabeth King Ellicott (1858–1914), US-amerikanische Suffragistin und Philanthropin
- Elizabeth O. King (1912–1966), US-amerikanische Bakteriologin
- Elle King (* 1989), amerikanische Singer-Songwriterin
- Ellen King (1909–1994), britische Schwimmerin
- Eluned King (* 2002), britische Radsportlerin
- Elwyn Roy King (1894–1941), australischer Pilot im Ersten Weltkrieg
- Emily King (* 1985), US-amerikanische Sängerin und Songwriterin
- Emmit King (1959–2021), US-amerikanischer Leichtathlet
- Emory King (1931–2007), belizischer Historiker, Schriftsteller und Journalist
- Ernest J. King (1878–1956), US-amerikanischer Admiral
- Erik King, US-amerikanischer Schauspieler
- Evan King (* 1992), US-amerikanischer Tennisspieler
- Evelyn King (* 1960), US-amerikanische Sängerin
- Everett Edgar King (1877–1968), US-amerikanischer Eisenbahningenieur

### F
- F. Wayne King (1936–2022), US-amerikanischer Herpetologe, Naturschützer, Hochschullehrer und Museumsdirektor
- Francis King (1923–2011), britischer Schriftsteller und Literaturkritiker
- Frank King (Rennfahrer) (1894–1969), britischer Automobilrennfahrer
- Frank King (Cricketspieler, 1911) (1911–1996), englischer Cricketspieler
- Frank King (Filmproduzent) (1913–1989), US-amerikanischer Filmproduzent
- Frank King (General) (1919–1998), britischer Soldat
- Frank King (Cricketspieler, 1926) (1926–1990), barbadischer Cricketspieler
- Frank King (Eishockeyspieler) (1929–2004), kanadischer Eishockeyspieler
- Frank Marshall i King (1883–1959), katalanischer Pianist, Komponist und Musikpädagoge
- Frank O. King (1883–1969), US-amerikanischer Comiczeichner
- Frankie King (* 1972), US-amerikanischer Basketballspieler
- Franklin Hiram King (1848–1911), amerikanischer Erfinder
- Freddie King (1934–1976), US-amerikanischer Bluesmusiker

### G
- Gaby King (* 1945), deutsche Schlagersängerin
- Gamaliel King (1795–1875), US-amerikanischer Architekt
- Garr King (* 1936), US-amerikanischer Jurist
- Gavin King, britischer DJ und Musikproduzent, siehe Aphrodite (DJ)
- Gavin King (Informatiker) (* 1974), australischer Software-Entwickler, Mitentwickler von Hibernate (Framework)
- Gavin King (Politiker) (* 1979), australischer Politiker und Journalist
- George King (Botaniker) (1840–1909), britischer Botaniker
- George King (Fußballspieler, 1869) (1869–1916), schottischer Fußballspieler
- George King (Fußballspieler, 1890) (1890–1971), englischer Fußballspieler
- George King (Regisseur) (1899–1966), britischer Filmregisseur
- George King (Fußballspieler, 1900) (1900–1991), englischer Fußballspieler
- George King (1919–1997), britischer Gründer der Aetherius Society
- George King (Fußballspieler, 1923) (1923–2002), englischer Fußballspieler
- George King (Basketballspieler, 1928) (George Smith King; 1928–2006), US-amerikanischer Basketballspieler
- George King (Basketballspieler, 1994) (* 1994), US-amerikanischer Basketballspieler
- George Clift King (1848–1935), kanadischer Politiker
- George Edwin King (1839–1901), kanadischer Politiker
- George Gelaga King (1932–2016), sierra-leonischer Richter
- George Gerald King (1836–1928), kanadischer Politiker
- George Gordon King (1807–1870), US-amerikanischer Politiker
- Georgia King (* 1986), schottische Schauspielerin
- Georgiana Goddard King (1871–1939), US-amerikanische Kunsthistorikerin
- Gerryck King (≈1960–2011), US-amerikanischer Jazz-Schlagzeuger
- Gilbert King (* 1962), US-amerikanischer Journalist, Fotograf und Buchautor
- Gordon John King (1922–2010), britischer Rundfunktechniker und Autor
- Graham King (* 1961), britischer Filmproduzent
- Grahame King (1915–2008), australischer Grafiker
- Grace King (1852–1932),  US-amerikanische Autorin
- Gregory King (1648–1712), britischer Statistiker

### H
- Haddon King (1905–1990), australischer Geologe
- Harold King (1887–1956), britischer Chemiker
- Helen King (* 1950), britische Altertumswissenschaftlerin
- Helen Dean King (1869–1955), US-amerikanische Biologin
- Helmut King (* 1950), österreichischer Zeichner und Maler
- Henry King (Dichter) (1592–1669), englischer Dichter und Geistlicher, Bischof von Chichester
- Henry King (Politiker) (1790–1861), US-amerikanischer Politiker
- Henry King (1886–1982), US-amerikanischer Filmregisseur
- Henry Churchill King (1858–1934), US-amerikanischer Theologe und Autor
- Henry W. King (1815–1857), US-amerikanischer Jurist und Politiker
- Herbert Thomas King (1920–2001), deutscher Kommunalpolitiker und Oberbürgermeister von Rheinfelden (Baden)
- Holly King (Schauspielerin) (* 1977), US-amerikanische Schauspielerin
- Holly King (Fußballspielerin) (* 1991), US-amerikanische Fußballspielerin
- Horace King (1901–1986), britischer Politiker (Labour Party)
- Horatio King (1811–1897), US-amerikanischer Politiker
- Hunter King (* 1993), US-amerikanische Schauspielerin

### I
- Ian King (Fußballspieler) (1937–2016), schottischer Fußballspieler
- Ian King (Manager) (* 1956), britischer Manager
- Imogen King (* 1996), britische Schauspielerin
- Imogene King (1923–2007), US-amerikanische Pflegetheoretikerin und Hochschullehrerin
- Inga Rhonda King (* 1959 oder 1960), UN-Botschafterin aus St. Vincent und den Grenadinen
- Inge King (1915–2016), australische Bildhauerin
- Isabella King (* 1992), australische Radrennfahrerin
- Isis King (* 1985), US-amerikanisches Model und Modedesignerin

### J
- J. Floyd King (1842–1915), US-amerikanischer Politiker
- J. Robert King, US-amerikanischer Fantasy-Autor
- Jack King († 2015), US-amerikanischer Beamter
- Jackie King (um 1945–2016), US-amerikanischer Gitarrist
- Jaime King (* 1979), US-amerikanische Schauspielerin
- Jamie Thomas King (* 1981), britischer Schauspieler
- James King (Seefahrer) (1750–1784), britischer Kapitän
- James King (Sänger, 1925) (1925–2005), US-amerikanischer Sänger (Tenor)
- James King (Leichtathlet) (* 1949), US-amerikanischer Hürdenläufer
- James King (Sänger, 1958) (* 1958), US-amerikanischer Bluegrass-Sänger
- James King (Rugbyspieler) (* 1990), walisischer Rugby-Union-Spieler
- James King (Snookerspieler), walisischer Snookerspieler
- James King (Musiker), US-amerikanischer Musiker, Mitglied der Band Fitz and the Tantrums
- James G. King (1791–1853), US-amerikanischer Politiker
- James Horace King (1873–1955), kanadischer Politiker
- Jarrod King (* 1974), neuseeländischer Badmintonspieler
- Jason King (* 1981), kanadischer Eishockeyspieler
- Jean King (1925–2013), US-amerikanische Politikerin
- Jennifer King (* 1984), US-amerikanische American-Football-Trainerin
- Jeremy King (* 1963), US-amerikanischer Historiker
- Jessica King (* 1992), englische Fußballspielerin
- Jessie Marion King (1875–1949), schottische Designerin und Buchillustratorin
- Jimmy King (* 1973), US-amerikanischer Basketballspieler
- Joanne King (* um 1976), australische Triathletin
- Joe King (1883–1951), US-amerikanischer Schauspieler
- Joel King (* 2000), australischer Fußballspieler
- Joelle King (* 1988), neuseeländische Squashspielerin
- Joey King (* 1999), US-amerikanische Schauspielerin
- Johannes King (* 1963), deutscher Koch
- John King (Politiker) (1775–1836), US-amerikanischer Politiker
- John King (Maler, 1788) (1788–1847), britischer Maler
- John King (Entdecker) (1838 oder 1841–1872), australischer Entdeckungsreisender
- John King (Soldat) (1865–1938), US-amerikanischer Soldat, zweifacher Träger der Medal of Honor
- John King (Schauspieler) (1909–1987), US-amerikanischer Schauspieler
- John King (Maler, 1929) (1929–2014), britischer Maler
- John King (Fußballspieler) (1938–2016), englischer Fußballspieler und -trainer
- John King (Komponist) (* 1953), US-amerikanischer Komponist, Gitarrist und Bratschist
- John King (Journalist) (* 1963), US-amerikanischer Journalist
- John King (Leichtathlet) (* 1963), britischer Weitspringer
- John King (* 1975), US-amerikanischer Mörder, siehe Mordfall James Byrd junior
- John King junior (* 1975), im Kabinett Obama Bildungsminister der Vereinigten Staaten
- John King (Rennfahrer) (* 1988), US-amerikanischer Rennfahrer
- John Alsop King (1788–1867), US-amerikanischer Politiker
- John A. King (1921–2014), US-amerikanischer Zoologe an der Michigan State University
- John Haskell King (1820–1888), US-amerikanischer General im Sezessionskrieg (Nordstaaten)
- John Leonard King (1917–2005), britischer Geschäftsmann
- John McCandish King (1927–2016), US-amerikanischer Erdöl-Unternehmer
- John Pendleton King (1799–1888), US-amerikanischer Politiker
- John W. King (1918–1996), US-amerikanischer Politiker
- Johnny King (* 1943), australischer Rugbyspieler
- Jonah Hauer-King (* 1995), britisch-US-amerikanischer Schauspieler
- Jonas King (1792–1869), amerikanischer Missionar, Übersetzer und Diplomat
- Jonathan King (* 1944), britischer  Sänger, Songwriter und Musikproduzent
- Jonathan King (Regisseur) (* 1967), neuseeländischer Filmregisseur
- Jonathan King (Filmproduzent), US-amerikanischer Filmproduzent
- Jonny King (* 1965), US-amerikanischer Pianist, Autor und Anwalt
- Jordan King (* 1994), britischer Automobilrennfahrer
- Josef Anton King (1922–1945), österreichischer Widerstandskämpfer
- Josh King (* 1985), US-amerikanischer Basketballtrainer
- Joshua King (Mathematiker) (1798–1857), britischer Mathematiker
- Joshua King (Fußballspieler) (* 1992), norwegischer Fußballspieler
- Joyce King (1920–2001), australische Leichtathletin
- Judith E. King (1926–2010), britisch-australische Mammalogin
- Julia King, Baroness Brown of Cambridge (* 1954), britische Adlige, Ingenieurin und Hochschullehrerin
- Julia King (Architektin), britisch-venezolanische Architektin
- Julia King (Hockeyspielerin) (* 1992), neuseeländische Hockeyspielerin
- Julian King (* 1962), britischer Diplomat und Politiker
- Julie King (* 1989), US-amerikanische Fußballspielerin
- Jürgen King (* 1963), deutscher Radsportler

### K
- Ka-Dy King (* 1966), US-amerikanischer Boxer
- Kaki King (* 1979), US-amerikanische Musikerin
- Karen L. King (* 1954), britische Theologin
- Karl C. King (1897–1974), US-amerikanischer Politiker
- Karl L. King (1891–1971), US-amerikanischer Komponist und Dirigent
- Karl-Heinz King (1929–2018), deutscher Balletttänzer, Choreograf und Tanzpädagoge
- Karlie King (* 1996), US-amerikanische Schauspielerin
- Kashief King (* 1998), Sprinter aus Trinidad und Tobago
- Kathleen King von Alvensleben (* 1959), amerikanisch-deutsche Architektin
- Katie King (* 1975), US-amerikanische Eishockeyspielerin und -trainerin
- Kerry King (* 1964), US-amerikanischer Musiker
- Kevin King (* 1991), US-amerikanischer Tennisspieler
- Kimberlyn King-Hinds, Politikerin
- Kris King (* 1966), kanadischer Eishockeyspieler
- Kristin King (* 1979), US-amerikanische Eishockeyspielerin
- Kyree King (* 1994), US-amerikanischer Leichtathlet

### L
- L. Carroll King (1914–1999), US-amerikanischer Chemiker
- Larry King (1933–2021), US-amerikanischer Journalist
- Laurie R. King (* 1952), US-amerikanische Schriftstellerin
- Lawrence E. King Jr. (* 1944), US-amerikanischer Bankier und Politiker
- Leamon King (1936–2001), US-amerikanischer Leichtathlet
- Ledley King (* 1980), englischer Fußballspieler
- Leon King (* 2004), schottischer Fußballspieler
- Leonard William King (1869–1919), englischer Archäologe und Assyriologe
- Leslie King (1950–2009), Bahnradsportler aus Trinidad und Tobago
- Lida Shaw King (1868–1932), US-amerikanische Archäologin und Altphilologin
- Lilly King (* 1997), US-amerikanische Schwimmerin
- Lily King (* 1963), US-amerikanische Autorin und Hochschullehrerin
- Lionel King, 3. Earl of Lovelace (1865–1929), britischer Adeliger und Mitglied des House of Lords
- Lorenz King (* 1945), deutsch-schweizerischer Geograph und Hochschullehrer
- Louis King (1898–1962), US-amerikanischer Filmregisseur
- Luise King (1939–2024), deutsche Architektin, Stadtplanerin und Hochschullehrerin
- Luke Winslow-King (* 1983), US-amerikanischer Singer-Songwriter, Gitarrist und Bandleader

### M
- Malik James-King (* 1999), jamaikanischer Sprinter
- Marcus King (* 1996), US-amerikanischer Blues-Musiker
- Margaret King (1772–1835), irische Gastgeberin und Autorin
- Marilyn King (* 1949), US-amerikanische Fünfkämpferin
- Mark King (Musiker) (* 1958), britischer Musiker
- Mark King (Snookerspieler) (* 1974), englischer Snookerspieler
- Mark King (Fußballspieler) (* 1988), englischer Fußballspieler
- Marlon King (* 1980), jamaikanischer Fußballspieler
- Marna King (1939–2019), US-amerikanische Theaterwissenschaftlerin und Publizistin
- Martha King (1803–1897), neuseeländische Lehrerin und Malerin
- Martin Luther King (1929–1968), US-amerikanischer Prediger und Bürgerrechtler
- Martin Luther King III (* 1957), amerikanischer Menschenrechtler
- Mary King (Geschäftsfrau) († 1644), schottische Geschäftsfrau
- Mary King (Reiterin) (* 1961), britische Vielseitigkeitsreiterin
- Mary-Claire King (* 1946), US-amerikanische Genetikerin
- Matt King (Schauspieler) (* 1968), britischer Schauspieler
- Matt King (Schwimmer) (* 2002), amerikanischer Schwimmer
- Matt King (Rugbyspieler) (* 1980), australischer Rugbyspieler
- Matt King (Radsportler) (* 1988), australischer Radrennfahrer
- Matthew King (Komponist) (1773–1823), englischer Komponist
- Maurice King (1936–2021), barbadischer Politiker
- Max King (Biologe) (* 1946), australischer Biologe, Genetiker und Herpetologe
- Max King (Leichtathlet) (* 1980), US-amerikanischer Langstreckenläufer
- Max King (Rugbyspieler) (* 1997), australischer Rugbyspieler
- Max King (Fußballspieler) (* 2001), australischer Fußballspieler

- Melvin King (* 1985), liberianischer Fußballtorhüter
- Mervyn King (Dartspieler) (* 1966), englischer Dartspieler
- Mervyn King, Baron King of Lothbury (* 1948), britischer Finanzwissenschaftler und Bankier
- Michael King (Historiker) (1945–2004), neuseeländischer Historiker
- Michael King (Unternehmer) (1948–2015), US-amerikanischer Medienunternehmer
- Michael King (Golfspieler) (* 1950), englischer Golfspieler
- Michael King (Basketballspieler) (* 1978), US-amerikanischer Basketballspieler
- Michael King (Snookerspieler), nordirischer Snookerspieler
- Michael Patrick King (* 1954), US-amerikanischer Drehbuchautor
- Michael Weston King (* 1961), britischer Singer-Songwriter
- Michelle King (* 1958), amerikanische Fernsehautorin, Showrunnerin und Produzentin
- Micki King (* 1944), US-amerikanische Wasserspringerin
- Mojave King (* 2002), neuseeländisch-US-amerikanischer Basketballspieler
- Morgana King (1930–2018), US-amerikanische Schauspielerin und Sängerin

### N
- Nancy King (1940–2025), US-amerikanische Jazzsängerin
- Natty King (* 1977), jamaikanischer Reggae-Interpret
- Nika King (* 1978), US-amerikanische Schauspielerin und Stand-Up-Komikerin
- Nora Lee King (1901–1995), US-amerikanische Blues- und Jazzsängerin

### O
- Oliver King (* 1970), englischer Snookerspieler
- Olubanke King-Akerele (* 1946), liberianische Politikerin
- Oona King, Baroness King of Bow (* 1967), britische Politikerin, Journalistin und Managerin
- Owen King (* 1977), US-amerikanischer Schriftsteller

### P
- Patrick King (* 1970), deutscher Basketballspieler
- Paul King (Schauspieler, 1928) (1928–2002), US-amerikanischer Schauspieler
- Paul King (Drehbuchautor) (1926–1996), US-amerikanischer Drehbuchautor und Produzent
- Paul King (Sänger) (* 1960), britischer Musiker
- Paul King (Schauspieler, 1967) (* 1967), US-amerikanischer Schauspieler
- Paul King (Schiedsrichter), US-amerikanischer NFL-Schiedsrichter
- Paul King (Regisseur) (* 1978), britischer Filmregisseur und Drehbuchautor
- Paul King (Rugbyspieler) (* 1979), englischer Rugby-League-Spieler
- Pee Wee King (1914–2000), US-amerikanischer Countrysänger
- Peggy King (* 1930), US-amerikanische Sängerin
- Perkins King (1784–1857), US-amerikanischer Politiker
- Perry King (* 1948), US-amerikanischer Schauspieler
- Pete King (Komponist) (1914–1982), US-amerikanischer Filmkomponist
- Pete King (Saxophonist) (Peter Stephen George King; 1929–2009), britischer Saxophonist und Musikmanager
- Pete King (Schlagzeuger) (1958–1987), britischer Schlagzeuger
- Peter King, 1. Baron King (um 1669–1743), britischer Jurist und Lordkanzler
- Peter King, 6. Baron King (1736–1793), britischer Adliger
- Peter King, 7. Baron King (1776–1833), britischer Adliger
- Peter King (Politiker) (1811–1885), britischer Politiker
- Peter King, 4. Earl of Lovelace (1905–1964), britischer Adliger und Politiker
- Peter King (Musiker) (1940–2020), britischer Saxophonist und Klarinettist
- Peter King (Fußballspieler, 1943) (* 1943), englischer Fußballspieler
- Peter King, 5. Earl of Lovelace (1951–2018), britischer Adliger und Politiker
- Peter King (Fußballspieler, 1964) (1964–2012), englischer Fußballspieler
- Peter Overton King (* 1955), US-amerikanischer Philosoph
- Peter Robb-King (* 1950), britischer Maskenbildner
- Peter Swords King (* 1955), britischer Maskenbildner
- Peter T. King (auch Pete King; * 1944), US-amerikanischer Politiker
- Philip King (Schriftsteller) (1904–1979), britischer Schriftsteller
- Philip Burke King (1903–1987), US-amerikanischer Geologe
- Philip Gidley King (1758–1808), englischer Marineoffizier
- Phillip King (Bildhauer) (1934–2021), britischer Bildhauer
- Phillip King (Tennisspieler) (* 1981), hongkong-chinesisch-US-amerikanischer Tennisspieler
- Phillip Parker King (1791–1856), britischer Admiral und Entdecker
- Phyllis King (1905–2006), britische Tennisspielerin
- Preston King (1806–1865), US-amerikanischer Politiker

### R
- R. Dennis King (1942–2002), australischer Herpetologe
- Ralph King-Milbanke, 2. Earl of Lovelace (1839–1906), britischer Adeliger und Mitglied des House of Lords
- Randall King (* 1950), Tennisspieler aus Hongkong
- Raymond A. King (* ≈1940), US-amerikanischer Jazzpianist
- Reatha King (* 1938), US-amerikanische Chemikerin
- Reg King (Fußballspieler) (Reginald Arthur King; 1927–2009), neuseeländischer Fußballspieler
- Reg King (Sänger) (Reginald King; 1945–2010), britischer Sänger
- Regina King (* 1971), US-amerikanische Schauspielerin
- Reginald King (Politiker) (1869–1955), australischer Politiker
- Reginald King (Musiker) (1904–1991), britischer Pianist und Komponist
- Reginald Brooks-King (1861–1938), britischer Bogenschütze
- Reina King (* 1975), US-amerikanische Schauspielerin

- Richard King (Fußballspieler), (* 2001), jamaikanischer Fußballspieler
- Richard King (Texas) (1824–1885), US-amerikanischer Geschäftsmann
- Richard King (Tontechniker), US-amerikanischer Tontechniker
- Richard King (Schauspieler) (* 1950), philippinischer Schauspieler
- Richard King (Snookerspieler), walisischer Snookerspieler
- Richard King (Manager), US-amerikanischer Energiemanager
- Richard King (Toningenieur), kanadischer Toningenieur
- Richard A. H. King (Richard Alfred Harmsworth King; * 1962), britischer Philosoph
- Richard King (Fußballspieler), (* 2001), jamaikanischer Fußballspieler

- Ricky King (Hans Lingenfelder; * 1946), deutscher Musiker
- Robbie King (Fußballspieler) (Robert James King; * 1986), englischer Fußballspieler
- Robbie King (Dartspieler) (* 1993), australischer Dartspieler
- Robert King (Komponist) (ca. 1660–1726), englischer Komponist
- Robert King (Parapsychologe) (1869–1954), britischer Parapsychologe
- Robert King (Schauspieler) (* 1936), US-amerikanischer Schauspieler
- Robert King (Ökonom) (* 1951), US-amerikanischer Ökonom
- Robert King (Dirigent) (* 1960), britischer Dirigent
- Robert King (Fotograf) (* 1969), US-amerikanischer Fotograf und Fotojournalist
- Robert King (Leichtathlet) (* 1996), dominikanischer Leichtathlet
- Robert King (Drehbuchautor), US-amerikanischer Drehbuchautor und Produzent
- Robert A. King (1862–1932), US-amerikanischer Komponist und Songwriter
- Robert T. King (1917–1970), US-amerikanischer Politiker
- Robert Wade King (1906–1965), US-amerikanischer Hochspringer, siehe Bob King
- Rodney King (1965–2012), US-amerikanisches Polizeiopfer
- Roger King (1944–2007), US-amerikanischer TV-Manager
- Rollin King (1931–2014), US-amerikanischer Unternehmer
- Ronold W. P. King (1905–2006), US-amerikanischer Physiker
- Rosa King (1939–2000), US-amerikanische Funk- und R&B-Musikerin
- Rosamond S. King, gambische Literaturwissenschaftlerin und Schriftstellerin
- Rowena King (* 1970), britische Schauspielerin
- Rufus King (Politiker) (1755–1827), US-amerikanischer Jurist, Diplomat und Politiker
- Rufus King (General) (1814–1876), US-amerikanischer General
- Rufus King, Jr. (1838–1900), US-amerikanischer Offizier
- Rufus King (Autor) (1893–1966), US-amerikanischer Autor
- Rufus H. King (1820–1890), US-amerikanischer Politiker
- Russell King (* 1945), britischer Geograph

### S
- Samuel King (Maler) (1748–1819), US-amerikanischer Maler
- Sam Beaver King (1926–2016), britischer Politiker und Gemeindearbeiter
- Samuel Ward King (1786–1851), US-amerikanischer Politiker (Rhode Island)
- Samuel Wilder King (1886–1959), US-amerikanischer Politiker (Hawaii)
- Sandy King (* 1952), US-amerikanische Filmproduzentin
- Scott King (Schauspieler, 1962) (* 1962), Schauspieler, Drehbuchautor und Produzent
- Scott King (Schauspieler, 1966) (* 1966), Schauspieler, Regisseur, Drehbuchautor und Produzent
- Scott King (Eishockeyspieler, 1967) (* 1967), kanadischer Eishockeytorwart
- Scott King (Eishockeyspieler, 1977) (* 1977), kanadischer Eishockeyspieler
- Seejou King (* 1992), dänischer Fußballspieler
- Shaka King, US-amerikanischer Drehbuchautor, Filmregisseur und Filmproduzent
- Shawn Southwick-King (* 1959), US-amerikanische Sängerin, Schauspielerin und Model
- Sherwood King (1904–1981), US-amerikanischer Schriftsteller
- Simon King (* 1962), britischer Moderator und Kameramann
- Ski King (* 1967), US-amerikanischer Musiker
- Sonny King, US-amerikanischer Schauspieler und Synchronsprecher
- Spencer Mathews King (1917–1988), US-amerikanischer Diplomat
- Stacey King (* 1967), US-amerikanischer Basketballspieler und -trainer
- Stan King (1900–1949), US-amerikanischer Jazz-Schlagzeuger und Sänger
- Stephen King (* 1947), US-amerikanischer Schriftsteller
- Stephen King-Hall, Baron King-Hall (1893–1966), britischer Marineoffizier, Schriftsteller und Politiker
- Stephen D. King (* 1963), britischer Ökonom
- Stephenson King (* 1958), Politiker aus St. Lucia
- Steve King (* 1949), US-amerikanischer Politiker
- Steven King (Jockey) (*  1960), australischer Jockey
- Steven King (Eishockeyspieler) (* 1969), US-amerikanischer Eishockeyspieler und -trainer
- Steven King (Footballspieler) (* 1978), australischer Australian-Football-Spieler
- Sue King (* 1950), australische Squashspielerin
- Susan King (* 1948), kanadische Schauspielerin, siehe Susan Hogan
- Susan Te Kahurangi King (* 1951), neuseeländische Outsider-Art-Künstlerin, Malerin
- Suzanne King (* 1964), US-amerikanische Skilangläuferin

### T
- Tabitha King (* 1949), US-amerikanische Schriftstellerin
- Tarsem King, Baron King of West Bromwich (1937–2013), britischer Politiker und Manager
- Ted King (* 1965), US-amerikanischer Schauspieler
- Ted King (Radsportler) (* 1983), US-amerikanischer Radrennfahrer
- Teddi King (1929–1977), US-amerikanische Sängerin
- Terry Devine-King (* 1965), britischer Komponist
- Thea King (1925–2007), englische Klarinettistin

- Thomas King (Boxer) (1835–1888), englischer Boxer
- Thomas King (* 1943), amerikanisch-kanadischer Autor
- Thomas Butler King (1800–1864), US-amerikanischer Politiker
- Tom King, Baron King of Bridgwater (Thomas Jeremy King; * 1933), britischer Politiker
- Tom King (Segler) (Thomas Jack King; * 1973), australischer Segler
- Tom King (Fußballspieler) (Thomas Lloyd King; * 1995), englisch-walisischer Fußballspieler
- Tom King (Comicautor), US-amerikanischer Comicautor
- Travis King (* 1999 oder 2000) US-Soldat in Korea
- Turi King (* 1969), kanadisch-britische Genetikerin, Archäologin und Hochschullehrerin

### U
- Urald King (* 1990), US-amerikanischer Basketballspieler
- Ursula King (Theologin) (* 1938), deutsch-britische katholische Theologin
- Ursula King (Schwimmerin), australische paralympische Schwimmerin

### V
- Vania King (* 1989), US-amerikanische Tennisspielerin
- Vera King (* 1960), deutsche Soziologin
- Vincent King (1935–2000), britischer Science-Fiction-Autor
- Victor L. King (1886–1958), US-amerikanischer Chemiker

### W
- Walter Woolf King (1899–1984), US-amerikanischer Schauspieler und Sänger
- Warren King (* 1955), australischer Snookerspieler
- Wayne King (1901–1985), US-amerikanischer Saxophonspieler
- Werner King (* 1961), deutscher Radballspieler
- William King (Komponist) (1624–1680), englischer Komponist
- William King (Bischof) (1650–1729), anglikanischer Bischof
- William King (Schriftsteller) (1663–1712), englischer Lyriker
- William King (Politiker) (1768–1852), US-amerikanischer Politiker (Maine)
- William King (Geologe) (1809–1886), irischer Geologe
- William King (Bildhauer) (1925–2015), US-amerikanischer Bildhauer
- William King (Musiker) (* 1949), US-amerikanischer Musiker, Mitbegründer der Band The Commodores
- William King (Autor) (* 1959), schottischer Fantasy- und Science-Fiction-Autor
- William King (Ökonom), US-amerikanischer Ökonom und Hochschullehrer
- William King-Noel, 1. Earl of Lovelace (1805–1893), englischer Adliger und Wissenschaftler
- William H. King (1863–1949), US-amerikanischer Politiker (Utah)
- William Lyon Mackenzie King (1874–1950), kanadischer Politiker
- William R. King (1786–1853), US-amerikanischer Politiker
- William S. King (1828–1900), US-amerikanischer Politiker (Minnesota)
- Wright King (1923–2018), US-amerikanischer Schauspieler

### Y
- Yaani King (* 1981), US-amerikanische Schauspielerin
- Yolanda King (1955–2007), US-amerikanische Bürgerrechtlerin
- Yrondu Musavu-King (* 1992), gabunischer Fußballspieler

### Z
- Zach King, US-amerikanischer Filmemacher
- Zalman King (1942–2012), US-amerikanischer Filmproduzent und -regisseur

## Fiktive Figuren
- Damona King, Hauptfigur einer Romanserie
- Jason King (Fernsehserie), eine Fernsehserie